# Benjamin Wilson (konstnär)
Benjamin Wilson, född den 21 juni 1721, död den 6 juni 1788, var en engelsk grafiker, målare och vetenskapsman.
Omkring 1750 var Wilson bosatt i Dublin, där han fick stor framgång som porträttmålare, en verksamhet som han fortsatte med då han återvände till London. Som vetenskapsman motsatte sig Wilson Benjamin Franklins teori om positiv och negativ elektricitet. I stället stödde han Isaac Newtons gravitationsoptiska eter.
Wilsons främsta experimentella arbeten gällde de elektriska egenskaperna hos turmalin, något som gjorde att Wilson fick internationellt erkännande och valdes in i flera europeiska vetenskapsakademier. Wilson hade redan blivit vald till Fellow of the Royal Society 1751 och mottog Copleymedaljen 1760.